# Carlos De Giorgis
Carlos De Giorgi (Córdoba (Argentina), Provincia de Córdoba, Argentina, 23 de abril de 1984) es un futbolista argentino. Juega de arquero y su equipo actual es el Club Atlético Talleres de perico del Federal Amateur de Argentina.

## Trayectoria

### C.A. Racing (Córdoba)
Hizo inferiores en Talleres de Córdoba. En 2003, integra por primera vez el plantel de Racing de Córdoba, para la temporada 2003-2004 del Torneo Argentino A, campeonato en el que Racing conseguiría el ascenso a la Primera B Nacional. 
La temporada siguiente, no llegó a jugar, siendo tercer arquero, detrás de Roberto Cabrera y Esteban dei Rossi. Al finalizar esta temporada, Racing descendió al Argentino A, perdiendo la promoción ante Aldosivi. 
Una vez en la tercera categoría, y ya sin Cabrera en el plantel, fue suplente de dei Rossi los primeros seis meses. Pero con la ida de este, pudo finalmente debutar en el arco de la academia. 

### C.A. Gimnasia y Esgrima (Jujuy)
Sus buenas actuaciones lo llevaron a Gimnasia y Esgrima (Jujuy) en la temporada 2006-2007, aunque no jugó ni un minuto. Al comienzo de la temporada 2007, se incorpora a Club Atlético Belgrano. Por la 21.ª fecha, ante Chacarita Juniors, Juan Carlos Olave se fue expulsado por agredir a un rival, y De Giorgi finalmente pudo debutar. La fecha siguiente era el clásico ante Instituto. Ante la imposibilidad de que César Monasterio, por cuestiones de inscripción, pueda jugar, Carlos De Giorgi jugó. Tuvo una muy buena actuación, incluso atajó un penal (en Racing atajó varios). Luego, Olave volvió a la titularidad y De Giorgi al banco.

### Atlético de Rafaela
En la temporada 2010-2011 salió campeón y ascendió a Primera División con Atlético de Rafaela. En el año 2011 llega a Ferro Carril Oeste. Durante la temporada 2011-2012, además de haber recibido pocos goles en contra (28), De Giorgi mantuvo el arco invicto durante 21 partidos. Más que Quilmes (20), Instituto (19), Central (18) y el resto. En la temporada 2013 integró el plantel de Central Norte de Salta. Luego, en el año 2014 volvió al Atlético de Rafaela, en primera división, teniendo muy buenas actuaciones; en la mayoría de los partidos fue figura de La Crema. 

### C.A. Gimnasia y Esgrima (Jujuy)
Actualmente pertenece al club Gimnasia y Esgrima de Jujuy, lleva su cuarta temporada en el Lobo Jujeño.